# السوينات
قرية السوينات هي إحدى القرى التابعة لمركز مرسى مطروح في محافظة مطروح في جمهورية مصر العربية. حسب إحصاءات سنة 2018، بلغ إجمالي السكان في السوينات 1,371 نسمة، منهم 682 رجل و 689 امرأة.